# Anders Halland Johannessen
Anders Halland Johannessen (Drøbak, Noruega, 23 de agosto de 1999) é um ciclista profissional norueguês que compete com a equipa Uno-X Pro Cycling Team. O seu irmão gémeo Tobias também é ciclista.

## Trajetória
Em 2021 deu o salto ao profissionalismo na disciplina de rota com o Uno-X Dare Development Team. Em junho finalizou oitavo no Giro Ciclistico d'Italia e depois da prova anunciou-se seu contrato pelo Uno-X Pro Cycling Team para o ano 2022. Em agosto ganhou a sexta etapa do Tour de l'Avenir por adiante de seu irmão, quem acabou-se levando a prova, e finalizou em sétima posição na classificação geral.

## Palmarés
- 2021
  - 1 etapa do Tour de l'Avenir

## Equipas
- Uno-X Dare Development Team (2021)
- Uno-X Pro Cycling Team (2022-)